# Piero degli Albizzi

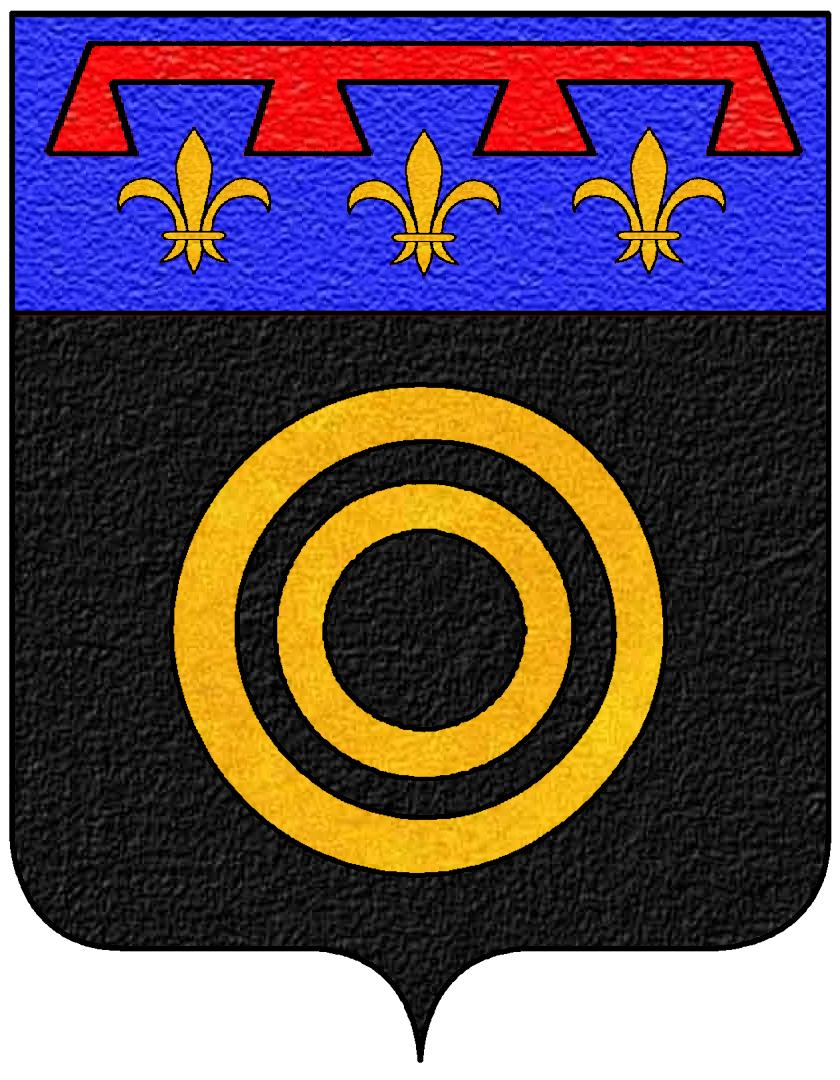

Piero degli Albizzi († 1378) war als Oberhaupt der Familie Albizzi der Anführer der Guelfen (Parte Guelfa) in Florenz während ihrer Terrorherrschaft in der Stadt, die sie mit Hilfe von Gesetzen gegen die Ghibellinen und deren Bestrafung auf Verdacht und ohne Anhörung ausüben konnten.
Nach dem Krieg gegen den Papst (1375–1378), in dem die alten Parteien entmachtet waren, versuchte die Parte Guelfa, angeführt von Lapo da Castiglionchio und Piero degli Albizzi, sich durch unerlaubten Eingriff in die Wahlen und durch großzügigen Gebrauch von ammozioni (Warnungen im Sinne von Denunziationen) wieder Geltung zu verschaffen. Salvestro de’ Medici, der immer Gegner der Parte gewesen war, wurde trotz seiner Intrigen zum Gonfaloniere gewählt und schlug ein Gesetz zur Abschaffung der ammozioni vor, das schließlich verabschiedet wurde (18. Juni 1378), aber vom Volk als zu wenig weitgehend verworfen wurde. Es kam zum Ciompi-Aufstand (die Ciompi waren Wollkämmer), in dessen Verlauf am 21. Juli der Regierungssitz gestürmt, die Verfassung – wahrscheinlich mit Unterstützung Salvestro de’ Medicis – reformiert wurde. Auch dies stellte die Wollweber nicht zufrieden, und während der weiteren Unruhen wurden mehrere der grandi, darunter Piero degli Albizzi, unter Anklage einer Verschwörung hingerichtet; viele andere verbannt.

## Einzelnachweis
1. ↑  The Biographical Dictionary of the Society for the Diffusion of Useful Knowledge. Band I, Teil II. Longman, Brown, Green and Longmans, London 1842, Eintrag Albizzi, S. 715–716, hier S. 716 (englisch, eingeschränkte Vorschau in der Google-Buchsuche [abgerufen am 8. Juni 2024]).

| Personendaten    | Personendaten                        |
| ---------------- | ------------------------------------ |
| NAME             | Albizzi, Piero degli                 |
| KURZBESCHREIBUNG | Anführer der Guelfen                 |
| GEBURTSDATUM     | 13. Jahrhundert oder 14. Jahrhundert |
| STERBEDATUM      | 1378                                 |